# Lista över plommonsorter
Detta är en lista över plommonsorter. 
Den inkluderar förutom äkta plommon (Prunus domestica) även vissa närbesläktade ätbara plommonfrukter. 
Ibland förekommer flera namn och stavningar för samma plommonsort, i listan nedan har kända synonymer länkats samman så att de hänvisar till samma sortbeskrivningar.

## A
- Allmänt gulplommon (subsp. ?)
- Althans Reine Claude
- Ariel

## B
- Belle de Louvain
- Blått herreplommon
- Bonne de Bry

## C
- Czar

## D
- Drap d'or (subsp. syriaca)

## E
- Emil
- Esperens guldplommon
- Experimentalfältets Sviskon (subsp. domestica)

## G
- Grön Reine Claude (subsp. italica)
- Gult aprikosplommon
- Gult äggplommon

## H
- Hackman (subsp. italica)

## J
- Jefferson

## K
- Katrinplommon
- Krikon (subsp. insititia)
- Körsbärsplommon (Prunus cerasifera)

## M
- Mirabell från Metz (subsp. syriaca)
- Mirabell från Nancy (subsp. syriaca)
- Mirabell von Flotow (subsp. syriaca)
- Myrobalan (Prunus cerasifera)
- Mälarplommon

## O
- Ontario
- Opal

## P
- Persikeplommon

## R
- Reine Claude d'Oullins (subsp. italica)
- Rött aprikosplommon (subsp. italica)
- Rött äggplommon
- Renklo

## S
- Skånskt gulplommon
- Slån (Prunus spinosa)
- Sperling (subsp. insititia)
- Stor grön Reine Claude (subsp. italica)
- Stor Mirabell (subsp. syriaca)
- Sviskon

## T
- Tersen (subsp. insititia)
- Terson (subsp. insititia)
- Tidiga gula äggplommon (subsp. ? )
- Tidigt engelskt sviskon
- Tunaplommon

## U
- Ulriksen

## V
- Victoria (subsp. domestica)
- von Flotows mirabell (subsp. syriaca)
- Västmanlands rödplommon

## W
- Washington